# Тассо (коммуна)
Тассо (фр. Tasso, корс. Tassu) — коммуна во Франции, находится в регионе Корсика. Департамент коммуны — Южная Корсика. Входит в состав кантона Тараво-Орнано. Округ коммуны — Аяччо.
Код INSEE коммуны — 2A322.

## Население
Население коммуны на 2008 год составляло 94 человека.
| 1962 | 1968 | 1975 | 1982 | 1990 | 1999 | 2008 |
| ---- | ---- | ---- | ---- | ---- | ---- | ---- |
| 139  | 137  | 134  | 122  | 91   | 97   | 94   |

## Экономика
В 2007 году среди 59 человек в трудоспособном возрасте (15—64 лет) 29 были экономически активными, 30 — неактивными (показатель активности — 49,2 %, в 1999 году было 61,9 %). Из 29 активных работали 20 человек (12 мужчин и 8 женщин), безработных было 9 (4 мужчины и 5 женщин). Среди 30 неактивных 4 человека были учениками или студентами, 9 — пенсионерами, 17 были неактивными по другим причинам.